# Amnon Yariv
Amnon Yariv (Tel Aviv, 13 de abril de 1930) é um físico aplicado e engenheiro elétrico israelense.
É professor do Instituto de Tecnologia da Califórnia, conhecido por inovações em optoeletrônica.
Em 2009 Yariv foi laureado com a Medalha Nacional de Ciências, por "contribuições científicas e de engenharia à fotônica e eletrônica quântica, com profundo impacto nas comunicações lightwave e no campo da óptica como um todo." Também recebeu o Prêmio Fotônica IEEE de 2011.